# Segredos do Coração (álbum)
Segredos do Coração é o álbum de toadas do Boi Garantido para o 57º Festival Folclórico de Parintins de 2024. Composto por quinze faixas, o álbum conta com as interpretações de David Assayag, Sebastião Junior e Israel Paulain com participações de Márcia Siqueira.

## Conceito
Em coletiva de imprensa no dia 26 de junho, a Comissão de Artes do Bumbá confirmou os três subtemas criados a partir da temática “Segredos do Coração” para o Festival Folclórico de Parintins de 2024. No dia 28, o Boi da Baixa do São José apresentou o subtema “A menina dos olhos do mundo”, em referência ao livro do autor amazonense Thiago de Mello, com o intuito de desvendar os segredos da origem do mundo. Já no dia 29, a segunda noite, apresentou “A Cidade de Lindolfo”, que tem como objetivo apresentar a ‘Baixa da Xanda’ e os ‘Segredos da ancestralidade amazônica’. Por fim, a terceira noite terá como tema “O Futuro é ancestral”, que faz referência ao livro do escritor mineiro Ailton Krenak.

## Lista de faixas
| Segredos do Coração – Edição padrão |                                                           |                                                                   |         |  |
| N.º                                 | Título                                                    | Compositor(es)                                                    | Duração |  |
| 1.                                  | "Vermelhou Geral" (com Sebastião Junior)                  | Chico da Silva                                                    | 3:43    |  |
| 2.                                  | "Perreché da Puraca" (com David Assayag)                  | Bruno Bulcão Jaércio Curuatá                                      | 3:21    |  |
| 3.                                  | "Cidade de Lindolfo"                                      | Chico da Silva Sebastião Moura                                    | 3:24    |  |
| 4.                                  | "Transcendência Kanamari" (com Sebastião Junior)          | Inaldo Medeiros Marco Aurélio Nayara Caldas Náferson Cruz         | 3:40    |  |
| 5.                                  | "As Dimensões do Vaqueiro" (com David Assayag)            | Tadeu Garcia                                                      | 3:46    |  |
| 6.                                  | "Ogiva de Amor" (com Sebastião Junior)                    | Bigo Marajó César Moares Paulo da Silva                           | 2:58    |  |
| 7.                                  | "Décima Sétima Evolução"                                  | Tadeu Garcia                                                      | 3:00    |  |
| 8.                                  | "Jeroky Kayowá" (com Sebastião Junior)                    | Alder Oliveira Fred Góes Helen Veras                              | 3:49    |  |
| 9.                                  | "Boi É Raiz" (com Israel Paulain)                         | Domingos Barbugian Gaspar Medeiros George Japa Marco Aurélio Choy | 2:50    |  |
| 10.                                 | "Libertárias Guerreiras" (com David Assayag)              | Fred Góes Inaldo Medeiros                                         | 3:36    |  |
| 11.                                 | "Mãe Tupinambarana" (com David Assayag e Márcia Siqueira) | César Moares Dênison Bentes                                       | 3:23    |  |
| 12.                                 | "O Caboco" (com Sebastião Junior)                         | Alder Oliveira Fred Góes                                          | 3:25    |  |
| 13.                                 | "Ritual Huni Kuin" (com David Assayag)                    | Demetrios Haidos Geandro Matos Marlon Brandão                     | 4:52    |  |
| 14.                                 | "Ribeirinha" (com Sebastião Junior)                       | Enéas Dias João Kenedy Marcos Moura                               | 4:16    |  |
| 15.                                 | "Amazônia Brasileira" (com Sebastião Junior)              | Cíntia Mesquita Gabriel Stone Paulinho Du Sagrado                 | 3:18    |  |
| Duração total:                      | Duração total:                                            | Duração total:                                                    | 53:29   |  |

## Histórico de lançamento
| Região | Data                | Formato(s)                 | Ref.  |
| ------ | ------------------- | -------------------------- | ----- |
| Vários | 24 de abril de 2024 | download digital streaming | [ 9 ] |